# 中国2010年上海世界博览会信息通信馆
中国2010年上海世界博览会信息通信馆，简称信息通信馆（英语：Information and Communications Pavilion），是中国2010年上海世界博览会的企业展馆之一，由中国移动和中国电信联手建造，位于浦西世博园区E片区，占地面积5000平方米，其主题为“信息通信，尽情城市梦想”。该展馆的企业特别日为5月17日。

## 历史
- 2009年4月28日：信息通信馆开工兴建。国务院国资委副主任黄淑和，上海市委常委、常务副市长、上海世博会执委会常务副主任杨雄等出席仪式。
- 2009年12月30日：信息通信馆完成土建工程。[2]
- 2010年5月1日：信息通信馆建成并开馆。

## 建筑结构

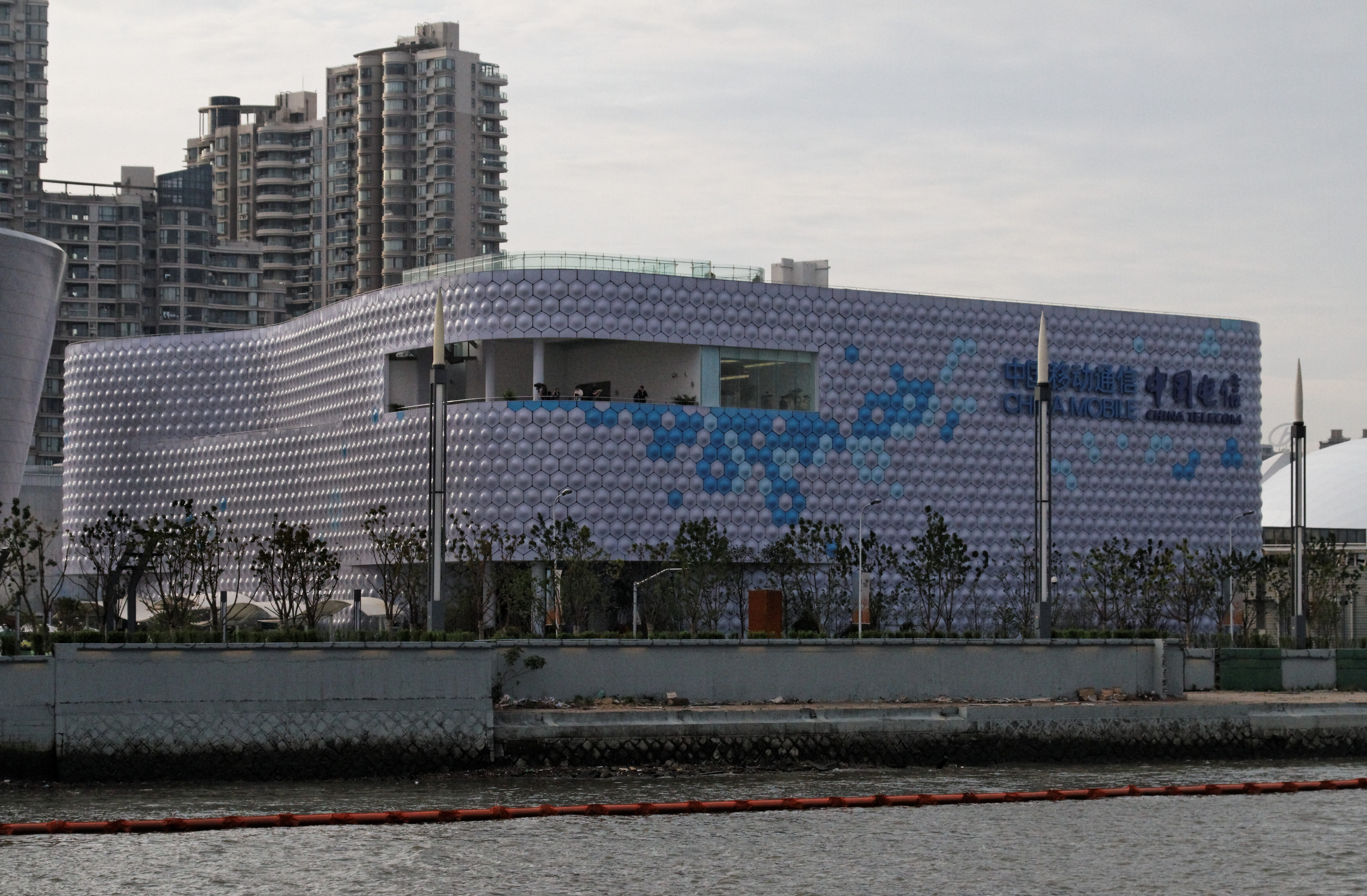
信息通信馆后侧

信息通信馆主体建筑高20米，总建筑面积达6196平米，采用发光外墙设计，使场馆外观呈现出梦幻般流光溢彩的视觉效果。信息通信馆还在设计和功能上突显了绿色理念，该馆将采用世博园区冷冻水调节室内温度，以降低能源消耗和废气排放，主要建材全部可以回收，采用的环保材料也可杜绝空气污染与噪音污染。

## 展览内容
信息通信馆围绕“DREAM BIG超越梦想”之核心，描绘了突破时空、突破物种、突破感官的信息通信未来。该展馆拥有ICT手持终端互动，结合多维屏幕组合、剧场动感特效，组成“三位一体”展演方式。展馆分为五个展区，分别是室外等候区、迎宾大厅、剧场一、无限梦想剧场以及后展。在室外等候区，参观者可以用短信的方式将梦想和祝福发送至指定的号码。